# Incendie du 24 avril 1960 au quartier Congo à Douala
L'Incendie du 24 avril 1960 au quartier Congo à Douala est un incendie criminel visant essentiellement les populations allogènes du quartier populaire Congo à Douala, accusées d'offrir retraites et cachettes aux activistes pro UPC et miliciens du maquis.

## Contexte
Les allogènes installés à Douala, dont une majorité est originaire du grassfield camerounais, est essentiellement regroupés à New Bell à leur arrivée à Douala. Ils sont globalement accusés d'héberger et de soutenir des activistes du maquis camerounais et sympathisants de l'UPC.
Il s'inscrit aussi dans un contexte plus généralisé d'actes de haine et tribalisme anti-bamiléké au Cameroun.

### Quartier Congo
Le quartier Congo est un sous-quartier de New Bell, dans la zone de repeuplement accordée par les colons arrivés à Douala et installés aux abords de la rive gauche du fleuve Wouri., dans les  quartiers chics d'Akwa et du plateau Joss. 
En face du quartier Congo, se trouvait le quartier des musulmans (dit quartier Haoussa); l'immigration de travail se regroupant en général par communauté d'origine.
Les travailleurs immigrés camerounais s'installent à New Bell dans une zone populaire, non urbanisée, et dans un habitat chaotique. New Bell est initialement prévu pour héberger les Bell; expropriés du plateaux Joss pour les besoins d'une colonie de logement pour les blancs. Les populations des immigrants sont constituées très majoritairement des Grassfields, travailleurs venus du pays Bamiléké et alentours. Ils comprennent aussi quelques autochtones Douala qui n'ont pas eux de parcelles de terres à Bali; des Haoussa venus du grand Nord, des Bassa, voisins des Douala et venus de l'arrière pays du Littoral et de quelques Ewondo, Bulu du centre et sud du Cameroun.

### Actions de l'ALNK et tensions intercommunautaires
D'après l'historien Enoh Meyomesse, 
Vendredi 22 avril, des combattants de l’Alnk (Armée de Libération Nationale Kamerunaise) assassinent un Haoussa soupçonné de collaboration active avec l’ennemi. Le même jour, l’Alnk blesse un Européen, et brise également les vitres de plusieurs magasins de Français, dont « La Frégate », la boucherie « Dussault », les « Champs Élysées », la « Belle France ». L’assassinat de l’Haoussa est très mal perçu par les membres de cette communauté, qui crient vengeance. De leur côté aussi, les Français sont très en colère, face aux attaques dont ils viennent d’être l’objet. Les nouvelles autorités camerounaises soupçonnent, depuis un moment, le quartier Congo d’être le repère des combattants de l’Alnk à Douala.

## Déroulement
Enoh Meyomesse, historien, a écrit sur cet évènement. Il raconte : 

« 24 avril 1, une bagarre se déclenche en début d’après midi entre Bamiléké et Haoussa au quartier New- Bell, non loin du quartier Congo. Subitement, autour de 14-15 heures, ce dernier s’embrase, le feu prend simultanément à plusieurs endroits. Le quartier Congo est habité en majorité par les Bamiléké. Au moment où le feu prend, curieusement, l’armée, arme au poing, tout comme les Haoussa, a déjà entièrement bouclé le quartier. On assiste alors à des scènes d’apocalypse. Les personnes, surprises par le feu et qui tentent de s’en échapper, sont abattues, froidement, soit par les militaires, soit par les Haoussa, armés de leurs arcs et de flèches. Lorsque le feu prend fin vers 17 heures, il ne reste plus rien des baraquements de ce quartier, et le nombre de morts par le feu, se dispute avec celui par les balles et par les flèches. Les statistiques officielles font état de 5 000 personnes sans abri. S’il y a eu tant de sans-abri, à combien pourrait s’élever le nombre de morts ?. »

Selon Serge Akono Evang, 

« Si, à l’Ouest, entre 1958 et 1968, le chiffre de 400 000 morts est avancé, mais sans statistiques officielles, « l’autodafé général [au quartier] Congo », le 20 avril 1960 à Douala, fit près de 20 000 morts. À ce sujet, François Souliers a révélé avec fierté ceci : « J’ai servi au Cameroun pendant les années de rébellion à Douala en tant que commissaire de police… L’opération du quartier Congo était la plus rude épreuve de ma carrière. Il fallait asperger l’essence sur les taudis de ce quartier et mettre [le] feu ensuite. » Il s’est agi de la punition coloniale des ethnies rebelles et des zones ethniques contestataires. »

| Vidéo externe | |
|               | Enoh Meyomesse témoigne du bouclage qu'il a observé lors de l'incendie du quartier Congo. Sortie le 2 juil. 2020 Par : Henri Medou Atangana |

Certaines sources feront état de près de 2 000 morts et iront jusqu’à ajouter que, « vers 15h ce jour, un hélicoptère de l’armée française survolait les maisons et jetait de l’essence pour attiser le feu ».
Enoh Meyomesse, alors fils de fonctionnaire affecté à Douala, déclare avoir vu la zone entourée de gens avec de flèches et des soldats tchadiens et bambara (sous la supervision de soldats de l'armée française) bouclant la zone sous le feu. Après le feu, vers 16h, il accompagne son oncle récupérer ses biens et traverse des cadavres de personnes brulées; une mère avec ses 3 ou 4 enfants carbonisées, d'autres voulant fuir le feu et morts de noyades dans des puits.

## Conséquences et réactions

### Bilans
Le bilan officiel fait par les français parle de 19 morts, 1000 cases détruites, près de 5000 sans abris. Des sources non officielles parlent de plus 2 000 morts et d'autres 3 000 morts. 
L’armée camerounaise, encore sous supervision française est accusée d'avoir au préalable encerclé le quartier, et tiré sur tous ceux qui essayaient d’échapper aux flammes,,.

### Presse
Jean Fochivé, Ahmadou Ahidjo se rendent sur place. Enoh Meyomesse écrit un livre sur le déroulement des évènements. Jean Fochivé, présent sur les lieux peu après l'incendie relate cet épisode incendiaire dans son livre.